# MPlayer
MPlayer是一款開源的多媒體播放器，以GNU通用公共许可证發佈。此款軟體可在各主流作業系統使用，例如Linux和其他類Unix作業系統、微軟的Windows系統及蘋果電腦的Mac OS X系統。MPlayer是建基於命令行界面，在各作業系統可選擇安裝不同的圖形界面。

## 开发
MPlayer的开发开始于2000年。最初的作者是Árpád Gereöffy（在Demoscene裡也被称为A'rpi / Astral），之后马上便有更多的开发者加入进来。这个项目启动是由于，当XAnim于1999年停止开发以后，A'rpi找不到满意的Linux视频播放器。最初的版本名为mpg12play v0.1，是在半小时之内使用libmpeg3拼凑出的。在mpg12play v0.95pre5版之后，它与一个基于avifile的Win32 DLL加载器的AVI播放器进行了代码合并，于是形成了2000年11月的MPlayer v0.3。
最初绝大多数的开发者都来自于匈牙利，但是现在，开发者遍布全球。自从2003年Alex Beregszászi开始接替准备开发第二代MPlayer的Árpád Gereöffy来维护该项目。但是现在MPlayer G2由于多种原因暂停开发。
MPlayer最初的名字叫做"MPlayer - The Movie Player for Linux"，不过后来开发者们简称其为"MPlayer - The Movie Player"，原因是MPlayer已经不仅可以用于Linux而可以在所有平台上运行。
2004年到2005年，一个非官方的Mac OS X移植以比原版更高的版本号发布，名字叫MPlayer OS X 2 （页面存档备份，存于） 。不久，OS X版本在官方网站出现。由于版本号的冲突，官方的OS X版MPlayer 1.0rc2，虽然版本号较低，但是实际上使用了更新更稳定的代码。2008年，MPlayer OS X的非官方图形界面MPlayer OSX Extended诞生，是现在还在开发中的MPlayer OS X 前端  之一，另外还有一个叫MPlayerX  （页面存档备份，存于），目前已上架Mac App Store。

## 支持的媒体文件格式
- 實體媒介: CD、DVD、Video CD、Bluray Disc
- 容器格式: 3GP、AVI、ASF、FLV、Matroska、MOV (QuickTime)、MP4、NUT、Ogg、OGM、RealMedia
- 视频格式: Cinepak、DV、H.263、H.264/MPEG-4 AVC、HuffYUV、Indeo、MJPEG、MPEG-1、MPEG-2、MPEG-4 Part 2、RealVideo、Sorenson、Theora、WMV、H.265/MPEG-H HEVC
- 音频格式: AAC、AC3、ALAC、AMR、FLAC, Intel Music Coder, Monkey's Audio、MP3、Musepack、RealAudio、Shorten、Speex、Vorbis、WMA
- 字幕格式: AQTitle, ASS/SSA、CC, JACOsub, MicroDVD, MPsub, OGM, PJS, RT, Sami、SRT, SubViewer, VOBsub, VPlayer
- 图像格式: BMP、JPEG、PCX, PTX, TGA、TIFF、SGI, Sun Raster
- 网络协议: RTP、RTSP、HTTP、FTP、MMS, Netstream (mpst://), SMB

MPlayer还支持不同的驱动程序，包括VDPAU、X11、OpenGL、DirectX、Quartz Compositor、VESA、Framebuffer、SDL以及较少使用的ASCII art和Blinkenlights。它还能在装有电视卡的计算机上使用tv://频道收看电视节目，或者通过radio://频道或频率收听广播
自从1.0RC1版，能够使用libass库来支持ASS/SSA字幕，虽然对于一些语言还存在问题

## 法律问题
大部分视频和音频格式都能通过FFmpeg项目的libavcodec函数库原生支持。对于那些没有开源解码器的格式，MPlayer使用二进制的函数库。它能直接使用Windows的DLL。
专有的CSS解析软件和相关格式使MPlayer成为被众多开放源代码播放器所使用的后端。过去，MPlayer曾经包括OpenDivX，一个不兼容GPL的解码器。这已经被删除，使MPlayer成为完全的自由软件。但是在自由软件中使用专有的解码器仍然是影响FFmpeg、MPlayer以及其他相关软件的潜在问题。
2004年1月，Mplayer的网站指控丹麦的DVD播放器制造商KISS Technology，在出售的播放器固件中包括MPlayer的代码，却没有用GPL发布这个固件，这违反了GPL协议。KISS的经理Peter Wilmar Christensen反驳说，两段代码的相同不能说明KISS团队使用了MPlayer的代码。

## 外部連結
- Official MPlayer Website （页面存档备份，存于），with extensive HTML documentation

- List of supported codecs （页面存档备份，存于）
- Projects related to MPlayer （页面存档备份，存于）

- Documentation （页面存档备份，存于） at the LinuxQuestions wiki
- MPlayer browser plugin for Mozilla （页面存档备份，存于）
- MPUI （页面存档备份，存于），MPlayer User Interface for Windows ( 暫停開發 )
- MPUI-HCB （页面存档备份，存于），MPlayer User Interface for Windows , MPUI 後繼開發
- MPUI （页面存档备份，存于），MuldeR's OpenSource projects
- RulesPlayer，clean and easy-to-use MPlayer GUI for Windows
- NMC player，MPlayer GUI in .NET 2.0  ( 暫停開發 )
- Videotranscoding Wiki (documentation on server-side usage of MPlayer for transcoding)
- SMPlayer （页面存档备份，存于），another MPlayer based media player for Windows/Linux
- MPlayerXP is a branch of the well known MPlayer which is based on the new (thread based) core.
- MPlayer Portable （页面存档备份，存于）
- MPlayer WW MPlayer Windows中文版（多国语言）